# San Bartolo, Hermosillo
San Bartolo är en ort i Mexiko.   Den ligger i kommunen Hermosillo och delstaten Sonora, i den nordvästra delen av landet, 1 600 km nordväst om huvudstaden Mexico City. San Bartolo ligger 262 meter över havet och antalet invånare är 265.
Terrängen runt San Bartolo är huvudsakligen platt, men åt sydost är den kuperad. Terrängen runt San Bartolo sluttar västerut. Runt San Bartolo är det ganska glesbefolkat, med 45 invånare per kvadratkilometer. Närmaste större samhälle är Hermosillo, 18,5 km väster om San Bartolo. Omgivningarna runt San Bartolo är i huvudsak ett öppet busklandskap.